# Fen
Fen (njem. Föhn, od lat. favonius: topli zapadni vjetar) je topli, suhi i većinom mahovit (naglo mijenja smjer i brzinu) vjetar koji se spušta najčešće niz sjeverne obronke Alpa. U Hrvatskoj je čest u Ogulinu. Nastaje nakon što se na prisojnoj strani planina zrak uzdignuo i izgubio vlažnost oborinama, pa se na suprotnoj strani spušta suh i topliji nego što je bio na početku dizanja. Uzrokuje nagli porast temperature i topljenje snijega. Pojava fena kod mnogih ljudi izaziva nelagodu, razdražljivost, glavobolju i druge zdravstvene probleme.

## Nastanak vjetra
Vjetar je posljedica više čimbenika: 
- razlike tlaka između dvaju područja (vjetar struji od područja višega tlaka prema području nižega tlaka i to je jači što je ta razlika veća),
- Zemljine vrtnje ili rotacije,
- Coriolisove sile (vjetar zbog njezina djelovanja na sjevernoj polutki skreće u desno, na južnoj u lijevo),
- centrifugalne sile kada su putanje čestica zraka zakrivljene,
- sile trenja s podlogom.

Pri tlu je u umjerenim širinama često bezvjetreno stanje, to jest tišina, no u uvjetima velikih razlika tlaka, kao u uraganima, tornadima i tropskim ciklonima, brzina vjetra može dosegnuti vrijednosti i od više stotina kilometara na sat te prouzročiti velika razaranja. Na strujanje zraka mogu znatno utjecati i reljef (na primjer doljnjak, noćnik) i temperaturne razlike između kopna i mora, pa su poznati sustavi vjetrova obalne cirkulacije (zmorac i burin). Određeni dijelovi Zemlje poznati su po postojanim i jakim zapadnim vjetrovima, kao što su to olujna područja oceana, uglavnom oko 40° sjeverne zemljopisne širine. Brzina vjetra se redovito povećava s visinom i najveće se brzine obično pojavljuju u blizini troposfere.